# لهجة صعيدية
اللهجة الصعيدية هي إحدى اللهجات العربية وضمن اللهجات المصرية وهي تنتشر في صعيد مصر وهي المناطق الجنوبية الوسطى في مصر.

## خصائص اللهجة

### الحروف
أكثر حرفين يميزان اللهجة الصعيدية هما (الجيم، والقاف).
- حرف (ق) في اللهجة الصعيدية ينطق (ج= كنطق حرف G في اللغة الإنجليزية).  
- حرف (ج) في اللهجة الصعيدية ينطق (ج= كحرف J في اللغة الإنجليزية) أو (ج) معطشة باللغة العربية.

### كلمات أخرى
في بعض الأحيان، تبعد اللهجة الصعيدية عن المصرية، وتستخدم بعض المرادفات الأقرب للعربية الأصلية.
نظراً لأن الصعيد تقل به فرص العمل يسافر الكثير من الصعايدة إلى القاهرة والإسكندرية للعمل هناك ولهذا السبب تأثر الكثير باللهجة المصرية ثم اعتبروها اللهجة الحضارية.

## الأماكن المنتشرة بها اللهجة
تنتشر اللهجة بصفة عامة في صعيد مصر، بني سويف، المنيا، اسوان، سوهاج، اسيوط، الاقصر، قنا.
وتختلف أيضاً طريقة نطق الحروف وكذلك بعض المفردات من منطقة إلى أخرى في صعيد مصر وكلما اتجهنا إلى الجنوب كلما زادت صعوبة الكلمات.
وتتميزالقرى بهذه اللهجة أما المدن الرئيسية في الصعيد فغالبية أهلها يفضلون التحدث باللهجة البحراوية (لهجة القاهريين) وذلك لأنهم يرونها اللهجة الحضارية.

## بعض الكلمات ومعناها
|    | المصطلح باللهجة الصعيدية      | النطق                                         | المعنى                                                  |
| -- | ----------------------------- | --------------------------------------------- | ------------------------------------------------------- |
| 1  | الزنقور                       | (الزنجور)                                     | الركن أو جانب من الجوانب                                |
| 2  | الزرزور                       |                                               | العصفور                                                 |
| 3  | المرة                         |                                               | السيدة/ المرأة                                          |
| 4  | البطال                        | اَلبَطََال                                        | فاصل ترابي يحد بين أراض زراعية                          |
| 5  | السَبَاتة/ الخُص                 |                                               | مأوى من البوص يحتمي به المزارع من الخلاء                |
| 6  | العِلاقة                       |                                               | القفة                                                   |
| 7  | الصحن                         |                                               | الطبق                                                   |
| 8  | جوين                          | (بتعطيش حرج الجيم)                            | عميق وهو مصطلح يطلق على مدى عمق المياه                  |
| 9  | عمن أول                       | (بكسر العين في أول الكلمة)                    | أمس أو أول أمس                                          |
| 10 | جبانة                         | (بتشديد الباء)                                | مقابر                                                   |
| 11 | بَو أو إبكم                    | (بفتح الباء)                                  | الإنسان الغبي وهى سبة وذم                               |
| 12 | مركوب/ مداس                   |                                               | حذاء وغالباً يكون قديم                                   |
| 13 | إيش دَرََانِي/ مخابرش/ أو ماعارفش |                                               | لا أعلم                                                 |
| 14 | البُلغة/ الصرمة                |                                               | حذاء مفتوح من الخلف                                     |
| 15 | ميتى                          |                                               | متى                                                     |
| 16 | حِب على راسه                   | بكسر الحاء في أول الكلمة                      | قبل رأسه وبالعامية المصرية بوس رأسه                     |
| 17 | حَنَك/ خَشم/ بُوز                 |                                               | الفم                                                    |
| 18 | عَبِِط عليه/ ظُبُُه                 | بفتح العين، وتشديد مع كسر حرف الباء في الأولى | أحضنه                                                   |
| 19 | قِيد النار                     | بكسر القاف ونطقها كحرف (ج) في العامية         | أشعل النار                                              |
| 20 | يِزْعَط                          |                                               | يطرد شخص                                                |
| 21 | وَخْري                          |                                               | مبكراً                                                   |
| 22 | عُنق                           |                                               | قفا أو خلف الرقبة                                       |
| 23 | حَيََاقَة                         |                                               | حلبة حصى                                                |
| 24 | جِلََة                           | بتعطيش الجيم                                  | روث أو براز الحيوانات الجاف                             |
| 25 | مِرْجَة                          |                                               | مُرْطَة (أكلة تصنع من تذويب القشدة)                        |
| 26 | بِتََاو                          | بكسر الباء وتشديد التاء                       | خبز كان يؤكل قديماً                                      |
| 27 | طُبََاعَة                         |                                               | قرص دائري من الجلة يوضع عليه الخبز قبل إدخاله الفرن     |
| 28 | رُغْفَان/ شمسي                   |                                               | الخبز التقليدي في الصعيد                                |
| 29 | البحر                         |                                               | النيل وأحياناً البحر بمفهومه كما هو                      |
| 30 | آبا/ يابوي/ يابا/ أبويا       |                                               | أبي مناداة للأب                                         |
| 31 | أمََه/ يامََه                     |                                               | مناداة للأم                                             |
| 32 | فَرْخ                           |                                               | لئيم                                                    |
| 33 | تَلِِيس                          |                                               | شِوال                                                    |
| 34 | نِيْرَخ                          | بكسر النون في أول الكلمة                      | بلح أخضر                                                |
| 35 | ظِبِط                           |                                               | متسخ غير نظيف                                           |
| 36 | جِدْر                           |                                               | عصا أصغر بقليل عن النبوت أو الشومة                      |
| 37 | زَقْلة                          |                                               | شومة أو نبوت أو عصا قاسية تستخدم في التحطيب عادةً        |
| 38 | إِرْكَب                          |                                               | إصعد لأعلى الدَرَج أو السلم                               |
| 39 | إتدلََى                         |                                               | إنزل تحت                                                |
| 40 | أبو الدقيق                    |                                               | فراشة صغيرة لونها أبيض ناصع                             |
| 41 | أُزرُق                          | بضم الألف والراء                              | أحشر نفسك                                               |
| 42 | إِرْمَح                          |                                               | إجري/ أُعدو                                              |
| 43 | فُط                            |                                               | إقفز                                                    |
| 44 | لاسة                          |                                               | شال أو كوفية                                            |
| 45 | شاي دِمسة                      |                                               | شاي يصنع على الفحم أو الخشب المشتعل                     |
| 46 | كَانون                         |                                               | حجرين يوضع بينهما مصدر نار للطهو البدائي                |
| 47 | وَقِيد                          |                                               | وقود للإشعال النار في الفرن وغالباً من القش والبوص الجاف |
| 48 | وابور/ بابور/ بجور            |                                               | بوتاجاز صغير يقاد بالجاز وأشرطة قماش للهب               |
| 49 | عصيدة/ رغيدة/ رشدة            |                                               | مأكولات من اللبن والدقيق والمكرونة والسكر               |
| 50 | وقعة مربربة                   |                                               | مصيبة كبيرة                                             |
| 51 | حَلِِق عليه                      | بفتح الحاء، وتشديد مع كسر اللام في الأولى     | حاصره ولا تدعه يفلت                                     |
| 52 | مَلِِس                           | بفتح الميم وتشديد مع كسر اللام                | لامس برفق بيدك على شئ                                   |
| 53 | قَيََالَة                         |                                               | حر الظهيرة                                              |

- عوَّج (عوَّق) = تعوق أي تأخر.
- البروة = الصابونة وهي مستخدمة في العامية المصرية.
- البلاص = هو وعاء من الفخار لحمل الماء وتخزين الجبن القديم وأحياناً العسل.
- البرام = هو وعاء.
- دلوكيت = الآن.
- عويلاتك = أولادك.
- عشية = أمس.
- زي ما عنقولك إكده أو إكديتي = زي ما بئولك كده أو كدهون.
- هنكات، هناكا = اسم الإشارة  هناك .
- اتدلّي = انزل.
- عقولك = سوف أقول لك.
- على الحركرك = على حافة السطح.
- الحديت = الحديث أو الكلام.
- جعمز = اجلس.
- أتسير = تبول.
- دوك، داك، داكين = تعني الآن.
- ورور = معناها الخضار الطازج وهي كلمة من أصل مصري قديم (فرعوني).
- مرحرح، شرح، برح = أي الشيء الواسع الذي يلبس أو المكان الواسع.
- متزرزر = أي يبدو عليه الغضب (عابس الوجه).
- الدحروج أو الكحروت = المقصود به البيض وهي من الدحي باللغة العربية.
- ملكلك = أي الإنسان الذي يتغطي أثناء النوم.
- اطحلب = وهو فعل أمر يعني اشرب ولكن يقال عند الغضب وكذلك اطفح أي كل.